# Itsumi
itsumi（いつみ、2000年 - ）は、日本のリズム・アンド・ブルースシンガーソングライター。マレーシア生まれ、東京都育ち。

## 概要
- 日本とマレーシアにルーツを持つ、バイリンガルリズム・アンド・ブルースシンガー・ソングライター。
- ロック、K-POP、オルタナティヴ・ロック、ポップ・ミュージック、ヒップホップ・ミュージックから音楽的な影響を受けている。
- 自身の楽曲では、主に英詞を書く[2]。
- 大学時代、国際教養学部に在籍しており、アメリカ留学を経験[3]。
- 2022年、大学卒業を機に自身の音楽を発表することを決意[4]。

## メディア出演
- J-WAVE「SONAR MUSIC」SONAR TO THE NEXT（2019年9月19日）[6]
- 【SENSA】Highlighter「itsumi」コメント（2022年6月7日）